# Rasdial
Disponible desde: MS-DOS Win32
Usado para: Conexiones de red
En MS-DOS, usando el comando rasdial podemos conectarnos a la red.

## Usandorasdial
- Si se escribe rasdial sin parámetros, mostrará toda la lista de conexiones existentes.

## Lista de comandos
Escribe rasdial seguido de los siguientes parámetros para efectuar las acciones:
- /domain: dominio.

- /phone: número de teléfono

Cambia el teléfono de rasphone.pbk por el suyo.
- /callback: número de retorno de llamada

Cambia el teléfono de rasphone.pbk por el suyo para la devolución de llamada.
- /phonebook: ruta de libreta

Dirección de la libreta de teléfonos.
- /prefixsuffix sufijo o prefijo.

Cambia la forma de marcar, esto se puede también cambiar desde el Panel de control.
- /disconnect desconexión

Suspende la conexión.

## Ejemplos
para reconectar una conexión dial-up: rasdial "Nombre de la conexión" /parámetro
rasdial "CONEXION ADSL" /disconnect
rasdial "CONEXION ADSL" usuario@dominio contraseña